# 造網性
造網性（ぞうもうせい）とは、動物の習性に関わる語で、網を張って餌をとる習性を持つことを指す。クモとトビケラに使われる。

## 概要
動物の中にも網を張る習性を持つものがある。特に有名なのがクモであるが、昆虫のトビケラ目にも似たものがある。いずれの群でもそのすべてが網を張るわけではなく、クモ類では約半分、トビケラでは一部のものだけが網を張る。網を張るものはその網に依存して生活するため、ある程度の類似点を持っており、それらをまとめる場合に使われる名が造網性である。これに対立する語もあるが、これは群によって異なる。以下、それぞれの群における様子を解説する。

## クモ類の場合
クモ類は肉食性であり、昆虫などの小動物を捕獲して食べる。この時、糸を組み合わせて網を作り、これに引っかかる昆虫を捕らえるのが造網性のクモである。クモ類の約半数がこの型に属する。
網の形はいくつかの基本的な型があり、さらに種によっては様々な異なった網を張る。網の形や種類についてはクモの網の項を参照されたい。網を張らないクモの多くは、獲物に走り寄って食いつくか、時としていて近づいたものに食いつくようにして獲物を捕らえる。このようなものは造網性に対して徘徊性という。この型がクモの残り半分に近い。この他、一部のクモは住居に閉じこもって生活する。
造網性のクモに共通する特徴として、爪の数があげられる。歩脚の先端には鉤状の爪が一対あるが、造網性の群ではその下側により小さい爪があり、これで糸を引っかける。そのためこのような爪を持つ類をまとめて三爪類という。ただし、三爪類がすべて造網性でなく、徘徊性の種が混じっている。それらは造網性の祖先から徘徊性に転じたと考えられている。キシダグモ科のものでは幼生は網を張り、成体が徘徊性になるものがある。

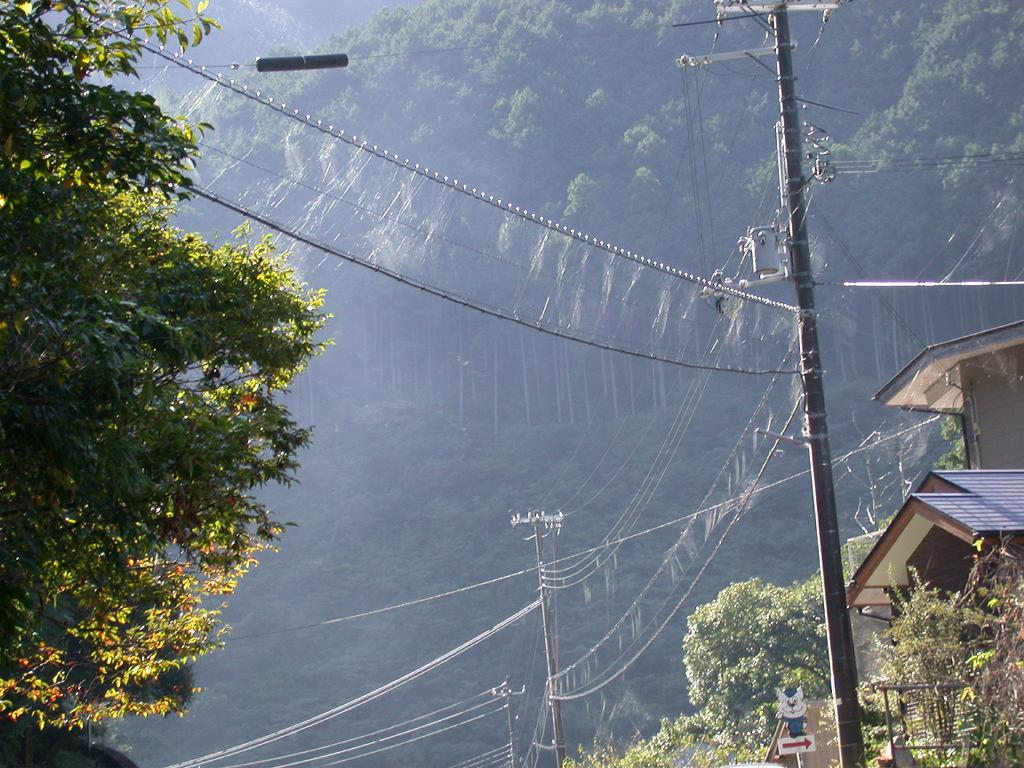
ジョロウグモの網 電線の間に進出
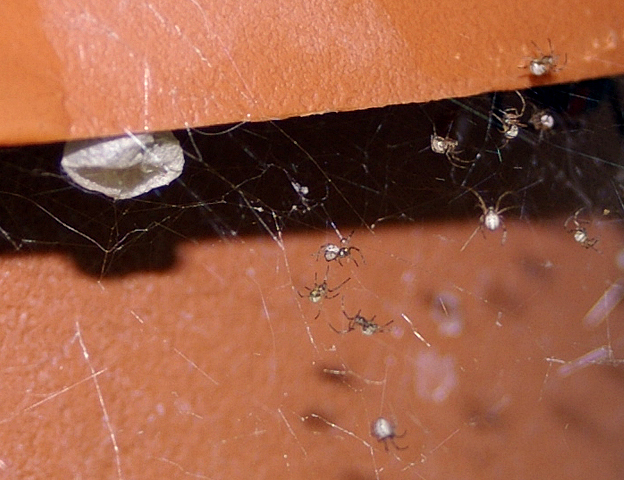
セアカゴケグモ 子育ても網の中で
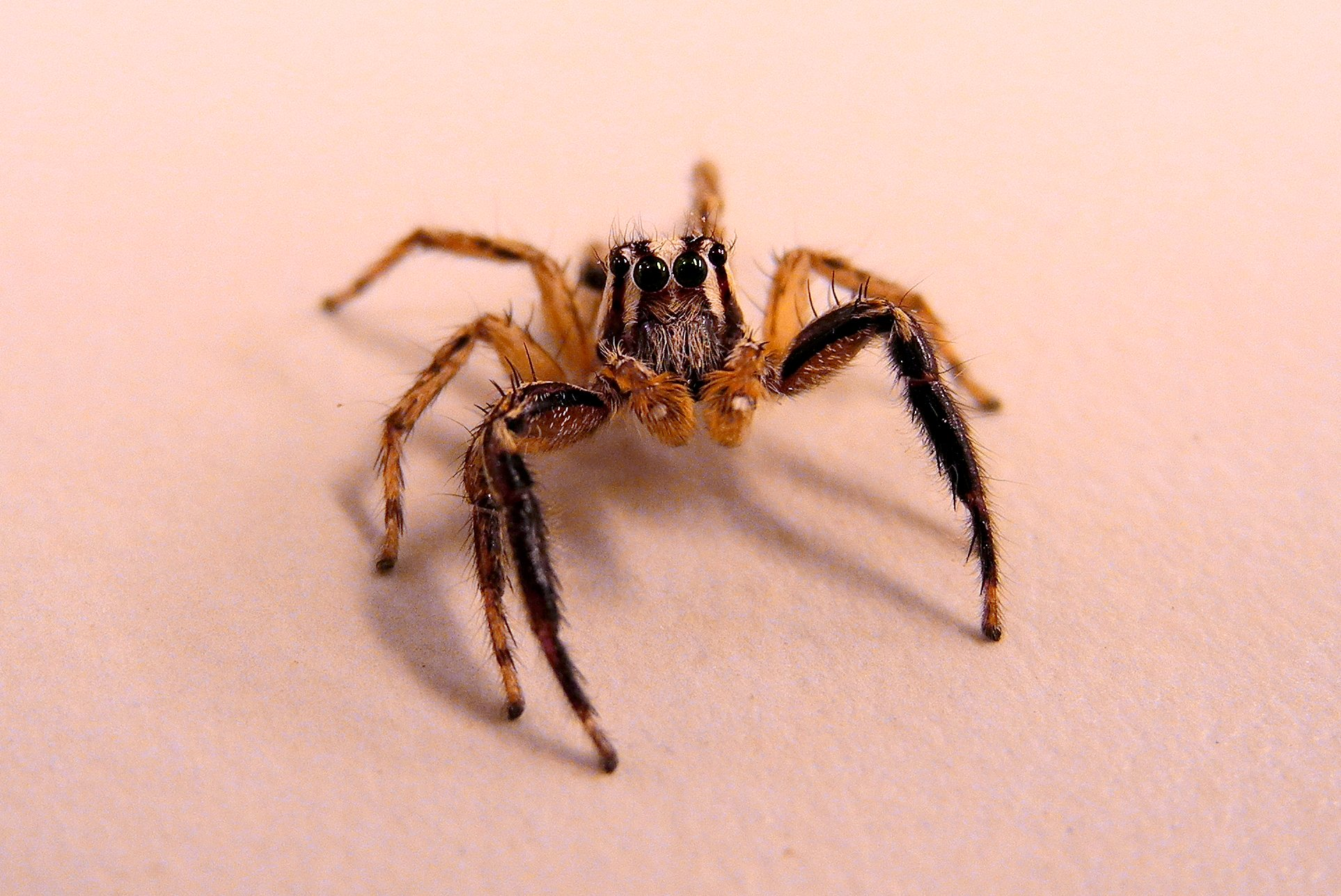
網を張らないクモの例 チャスジハエトリ（ハエトリグモ科）

## トビケラの場合
トビケラ類の幼虫は水生昆虫で、その多くはミノムシのように自分の体を収める巣を作り、それを引きずって移動する生活をしている。しかし一部に巣の一部かその外側に網を張り、これに引っかかるものを集めて食べる濾過摂食の習性を持つものがあり、これを造網性と呼んでいる。このような網を作るものはシマトビケラ上科にまとめられ、造網性トビケラと呼ばれることもある。
網と巣の関係は様々で、分類群によって決まっている。ヒゲナガカワトビケラ科のものはれきの間に糸を引き回して網と巣を作るが、その区別は明確ではない。もっとも進化したものとされるシマトビケラ科のものは固着式の巣の一部に規則的な編み目の捕獲網を作る。更にオオシマトビケラでは編み目は10×40μmと細かく、更に巣には水流を調節出来る煙突のような入水管を備える。

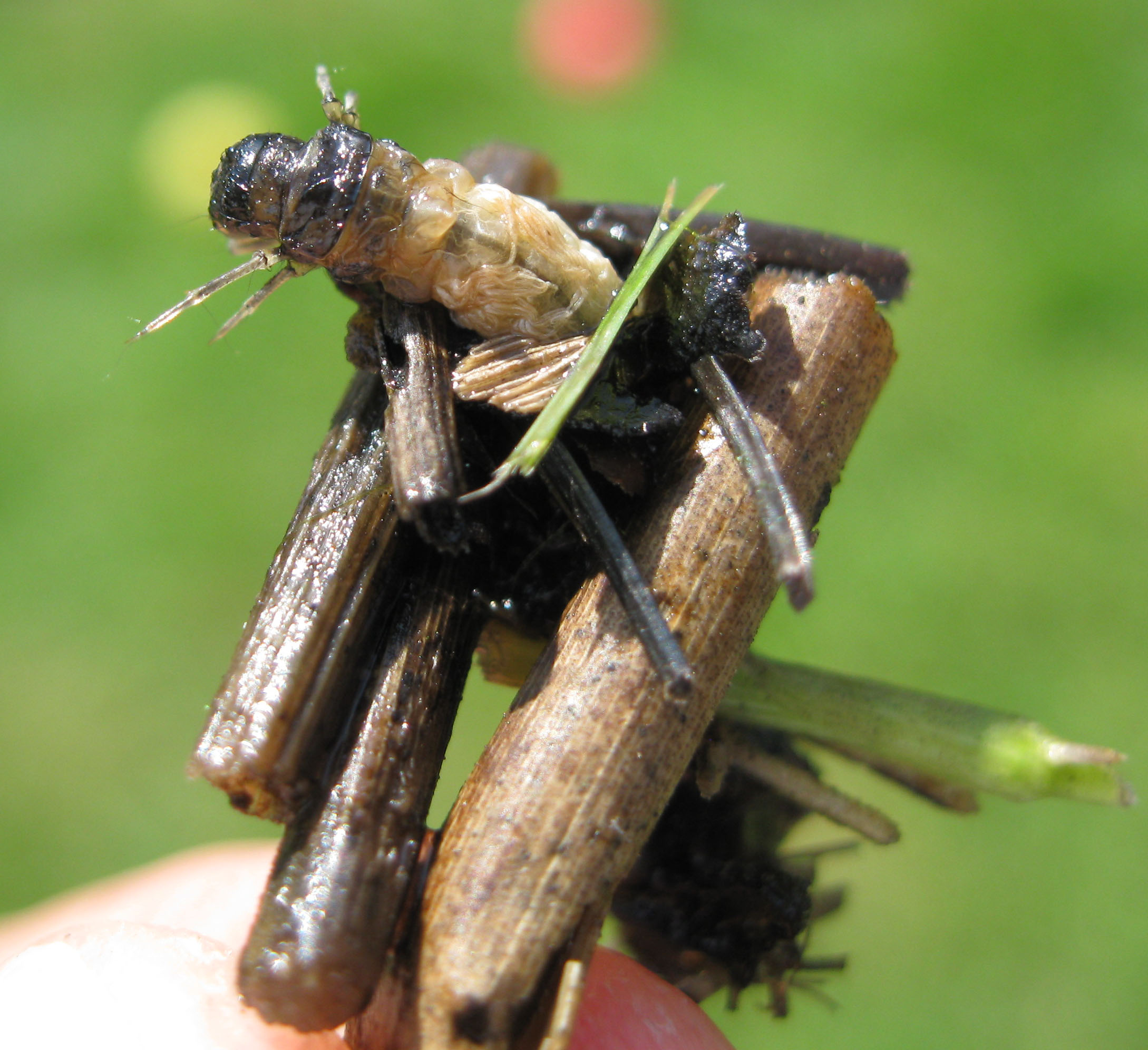
ミノムシタイプの巣を作る例、種名不詳
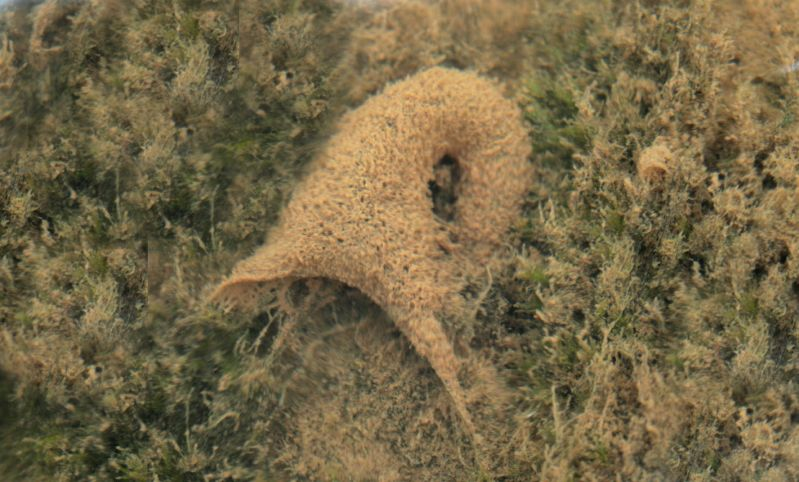
造網性トビケラの1種の網・種名不詳
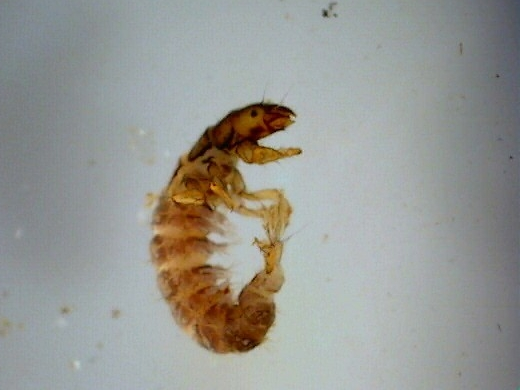
シマトビケラ類の幼虫 Hydropsyche slossonae

## 類似の例
それほどはっきりした網の形を取らないが、似たようなことをする動物は他にもいる。巻貝類のオオヘビガイやユムシ動物門のユムシは、海底にあって口から粘液を出し、これが基質上に広がり、それが網の役目をする。その粘液を再び口に戻すことで、そこに付着する微粒子を食す。ただしはっきりした構造を作らず、網と呼ばれることはない。

## 利害
人間にとっては、これらの網は空間を占拠するものとして嫌われる例が多い。
クモ類の網は住居や家具を汚すものとして嫌われる。また通路に張られた網は通行の妨げになる。丈夫なものではないから破って通行するのに苦労はしないが、粘着性のある網を体に貼り付けるのは気持ちがよくないし、死んだ虫などが付いていると、これも一緒に張り付いてくる。皮膚に張り付くと、嫌悪感は一層である。野外観察の際に、メンバーにクモ屋がいると、先頭を歩かされることがしばしばである。なお、これらは気分だけの問題であるが、一部のクモの網では糸に毒性があり、眼に入ると実害があることも知られる。
トビケラの網の場合、かなり小さいのでクモのような形では邪魔にはならないが、むしろはっきりした実害がある。人工的な水路にこれらが網を作ることで、その水流が妨げられることである。特に水力発電所においては送水管の内壁の掃除が不可欠で、そうしないと主としてシマトビケラ類の巣が無数に作られ、それによって流速が落ち、発電量が低下する。このため、この手のトビケラのことを「電力を食う虫」と言われる。これが大きく取り上げられたのは新潟の千手発電所で、1939年、まだ発電開始から1年を経過しないのに発電量が10%も低下し、その原因がこの虫であることが判明した。

## 基盤との関係
空間に網を張る場合、その空間を大きいものが通過したり、網を固定する基盤が動くと壊れる。つまり、網が存在することは、一定時間、その基盤が動かないこととその空間が攪乱されないことを示す。これを利用したものとして、河川の水生昆虫における造網型係数がある。これは採集された水生昆虫の内、造網形のトビケラの占める割合を計算したものである。増水などで川底が攪乱されるとこの値は低くなり、安定していると高くなる。また、現存量が多い場合、大抵はこの値も高くなる。
クモの場合、この様な使われ方はないが、クモの網が張っていることは、そこを利用する者がいないことの証拠とされる例はある。治承4年4月、源頼朝は大場三郎影親に破れ、繰り返し退却を迫られ、最後に大木のほこらに身を隠した。この時、追っ手に入っていた梶原影時は頼朝に心を寄せていたので『ほこらの入り口にクモが網を張っている。人がここに隠れたなら破れているはず』と皆を他所へ誘導し、頼朝を救ったという。